# 杰西·詹姆斯

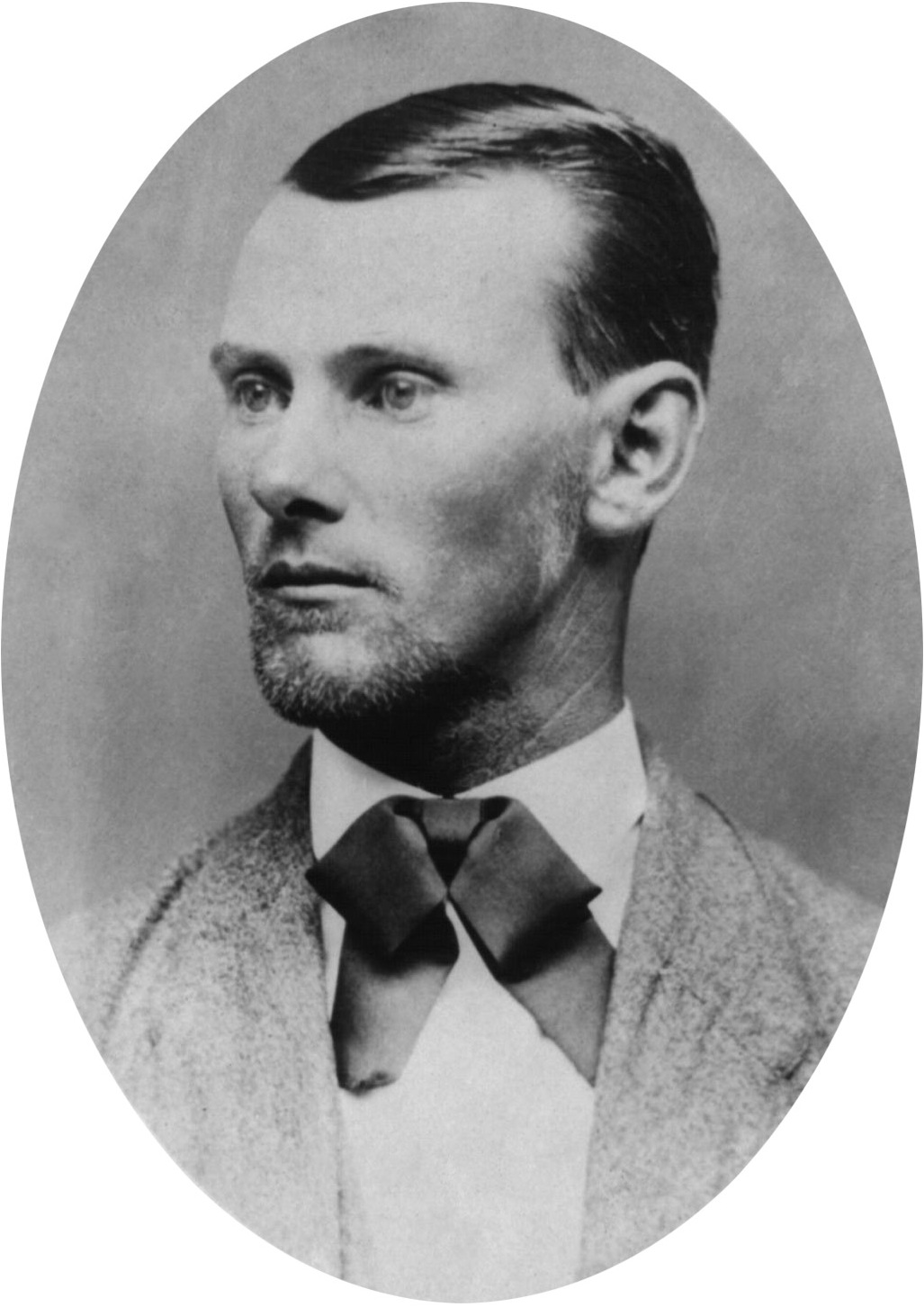
杰西·詹姆斯

杰西·伍德森·詹姆斯（英語：Jesse Woodson James，1847年9月5日—1882年4月3日）曾是美国强盗，也是“詹氏-杨格”团伙最有名的成员。自从去世后，他就被刻画成一个民间传说人物，更不时被误描绘成一个枪法能手。

## 内战之前
杰西·伍迪森·詹姆斯出生于密苏里州克萊縣被称作科尼尔镇的附近。父亲罗伯特·詹姆斯既是肯塔基州农场主也是浸礼会牧师，曾帮助创建密苏里州立柏图市的威廉姆·杰尔学院。罗伯特远赴加州淘金却客死他乡，那时杰西才三岁。父亲逝世后，母亲佐瑞妲（小名阿佐）再婚，先是嫁给詹姆斯·史密斯，再改嫁鲁本·萨谬医生。1855年和詹姆斯·史密斯成婚后，萨谬搬进了詹家。
在美国内战之前已开始的动荡年代里，佐瑞妲和鲁本雇佣了七名奴隶在他们设备完善的农场上种植烟草。杰西除了哥哥亚历山大·弗兰克林（弗兰克·詹姆斯）和妹妹苏珊·拉薇妮娅·詹姆斯，还有四个同母异父的兄弟姐妹，分别是亚杰·派通·萨谬、约翰·托马斯·萨谬、芬妮·考崔尔·萨谬和萨拉·路易莎·萨谬（也称萨拉·爱伦），萨拉后来嫁给一个叫约翰·C·汉姆的人。

## 内战期间
1863年，杰西16岁，他加入了哥哥弗兰克所效忠的考崔尔突击队，一群专门在密苏里恐怖袭击反奴制与支持联邦家庭和农民不正规的游击队。最著名的事件就是1863年堪萨斯州劳伦斯城大屠杀，150名手无寸铁的居民惨死在他们手下。

## 强盗生涯
内战结束后密苏里州成了一片瓦砾，激进的共和党掌控了当地政府，禁止南方派投票支持公共事业。也是在战争结束后一个月，联邦党骑兵枪击杰西致使其重伤，在疗伤期间，大表姐佐瑞妲·阿佐·蜜蜜斯（按他母亲命名，1845年6月21日－1900年11月13日）一直照料他直至康复。此后两人开始长达九年的恋爱。与此同时，他的一些老战友拒绝安宁的生活选择跟随亚杰·瑟尔门。
1866年，在和平年代突击队（也算包括杰西，尽管那时他可能还在忍受病痛）上演了第一场持武器银行抢劫案，劫持了位于立柏图市的克萊縣储蓄联会。尽管国家当局（包括当地暴徒私罚会）已大批杀死年龄较大丛林开伐者（突击队）大军，可是接下来的几年他们又组织了若干次抢劫案。
1868年流亡期间在肯塔基州的罗斯威尔城弗兰克和杰西加入了老朋友科勒·杨格的队伍抢劫银行。杰西直到1869年和弗兰克抢劫位于密苏里州加勒廷的戴维斯郡储蓄联会后才开始出名。这次作案并没收获多少，但杰西（可能是他）射杀出纳员，因为误把他认作萨谬·P·考克斯，此人在内战时杀了“血腥比尔”安德鲁森。杰西自称是为内战复仇，不久他和弗兰克大胆的穿过警卫队的搜捕线后，他的大名首次登上了报纸。
这次抢劫使得杰西的形象从以前的游击士兵变成了最出名的罪犯，也因为这次作案他和约翰·纽曼·爱德华结盟。爱德华是《堪萨斯城时报》创始人，试图领导南派重新取得密苏里的掌控权。爱德华公布了杰西的信件并且通过精心推敲的社论和华丽漂亮的说词把杰西塑造成个藐视重建的標誌人物。改善公众形象是否杰西·詹姆斯自己的初衷，在历史学家和传记作家中一直有争议，不过他的犯罪生涯的确一直和政治活动脱不开干系，也让他更臭名昭著。
同时詹氏兄弟和科勒·杨格及其兄弟塞尔·米勒和前南派组织建立“詹氏-杨格”团伙。从西弗吉尼亚到堪萨斯，从德克萨斯到艾奥瓦继续一系列疯狂作案。经常当着市民的面，甚至是过火的表演给人们看抢劫银行，抢劫驿站马车和抢劫堪萨斯城的集市。
1873年他們转而抢劫火车，在艾奥瓦的阿代尔致使一辆火车出轨。可之后的抢劫更像是蜻蜓点水——事实上他們总共只有两次抢劫了乘客，因为杰西·詹姆斯規定自己只搶劫行李車卡。這些抢劫方式使他們更像是爱德华在报上塑造的罗宾汉侠盗形象，不過他們並沒有把搶奪的錢財和團伙以外的人分享。杰西·詹姆斯在其强盗生涯中被怀疑向15人开过枪。

## 私人侦探介入
1874年特快列车公司向平克顿国家私人侦探事务所求助，希望他们阻止“詹氏-杨格”团伙的行径。這家總部在芝加哥的偵探社专门對付职业罪犯比如工賊，货币伪造者，撬保险箱盗贼，骗子和职业小偷。由於“詹氏-杨格”团伙得到許多密苏里的南军舊部支持，使他們能夠避过平客顿侦探社的追捕。有位名叫瑟芬·威尔舍的侦探被派遣潜入佐瑞妲·萨谬的农场，但很快就丧命了。另两名人员（路易斯·J·陆和约翰·保利）被任命跟踪杨格。3月17日，在一场路边的枪战中陆被两名杨格成员杀害，不过他在断气之前杀了约翰·杨格。
艾伦·平客顿，作为事务所的创立者和领导者，把这案子看成了他的私人恩怨。他和曾住在杰西·詹姆斯农场附近的联邦工会会员联手，在1875年1月25日筹划了一场搜捕田产的行动。探员把一个燃烧弹扔进詹家的房子，爆炸致使詹姆斯一个同母异父的弟弟身亡，母亲失去了一个手臂。事后，平客顿否认行动的意图是要烧毁房屋。
然而，罗伯特·戴尔在1994年撰写关于杰西·詹姆斯和内战中的密苏里的书里（国际标准图书编号-13：978-0826209597）有如下几行："1991年早期，研究杰西·詹姆斯叫泰德·耶特曼的作家在平客顿侦探事务所里发现一些有趣的文件，是艾伦·平客顿写给身在立柏图为他服务的萨谬·哈德威基律师。上面记录他们计划去詹家搜捕杰西的时间，一定要想办法'烧毁房屋'。他还建议手下'要用汽油弹'。"
血战的惨败使爱德华专栏中的杰西·詹姆斯博得了广大群众的同情。一个议案大大的赞扬詹氏兄弟提议给予他们特赦却最终在州议会以微弱票数未能通过。前南派在允许拥有投票和谋取公职的权利后，投票通过了州长对任何逃犯能给出的赏金上限。这是针对詹氏兄弟的保护行为，因为之前只有对他们的赏金比规定的要高。

## 团伙的衰败
1876年9月7日，“詹氏-杨格”团伙试图抢劫在明尼苏达州诺斯菲尔德的国家第一银行。克格和鲍比·杨格事后称他们之所以选择这里是因为他们相信这家银行与一些高官有关系，如共和党人埃德波特·艾门斯（重建时期密西西比州长）和他的岳父本杰明·布勒，新奥尔良被占领期间的联邦军队指挥官。艾门斯是银行股东，不过布勒和银行并没有直接联系。
然而当银行职员约瑟夫·李·海威德拒绝开保险箱时，抢劫嘎然而止。他谎称这是用定时锁才能开，即使他们用布伊刀顶着他的喉咙用枪顶着他的脑袋。这时候，诺斯菲尔德的市民才注意到他们都带着枪来到银行。离开银行之前，有人射杀了手无寸铁的海威德。
这时候市民对守在银行前的人产生怀疑，敲响警钟。无名劫匪开枪扫清街道，市民纷纷躲避，并从掩护后面开枪还击。团伙们勉强脱身，留下两名成员和两名无辜市民丧命于诺斯菲尔德。紧接着就展开了大规模的搜捕行动。詹氏兄弟和其他人最终分开来到密苏里。杨氏兄弟和另名成员查理·皮兹很快被搜到，一场枪战让皮兹归了西天，杨氏兄弟进了监狱。除了弗兰克和杰西，“詹氏-杨格”团伙彻底瓦解。
杰西和弗兰克回到了田纳西州纳什维尔，隐姓埋名为托马斯·霍沃德和B·J·伍迪森。他们试图过平静的生活，因为蜜蜜斯有了四个孩子：杰西·爱德华和玛丽，一对双胞胎在出生不久后夭折。弗兰克想就此安定下来，但杰西却不安分。他在1879年招募一批新团伙继续作案。先开始在密苏里格尔达拦截了一辆火车。10月8日，抢劫演变成了一系列的犯罪，包括挟制在阿拉巴马姆涩肖思负责一起运河项目的联邦总会计师。新团伙里没有过去一起并肩作战的游击队员。杰西变得很偏执杀了一名成员吓走了另一名后，团伙里不是反目成仇就是被捕。当局开始怀疑他们，1881年兄弟两不得不返回密苏里。12月，杰西在离他出生和长大不远处的密苏里圣约瑟夫租了房子，而弗兰克决定往东去弗吉尼亚，认为那里更安全。

## 谋杀案
因为被捕，死亡和背叛等原因团伙解散了。杰西觉得只剩两个人是他的心腹：鲍比和查理·福特兄弟。查理曾经和杰西一起参加突击队，而鲍比是充满热血新晋成员。为了更好的保护自己，他把福特兄弟接到自己家一起生活。但杰西却不知道鲍比·福特秘密和密苏里州长托马斯·T·克林特顿谈判过，他一直想送杰西·詹姆斯入警察局。克林特顿把逮捕詹氏兄弟归案为首要任务，在他就任演说中，对拥护他的民主党市民发表言论称没有任何政治动机可以动摇他正义的心。由于法律禁止贿赂，他只得向铁路和特快列车提供每家公司一万的慷慨金额。
1882年4月3日，杰西准备进行另一场抢劫。他爬上椅子想拂去一幅画的灰尘，这是个难得的时刻：无枪在身。刚才因为觉得特别的热所以杰西脱去外套，因为要进进出出屋子，他怕别枪会引起路人的注意。鲍比·福特抓住了这一机会，扳动了转轮手枪，一枪朝后脑勺开去，杰西当场死亡。
刺杀引起公众同情。福特兄弟也未隐藏他们的身份，当人们四面八方涌向圣约瑟夫的小屋子来瞧瞧丧命的匪徒，两兄弟向当局自首表示了悔意，被判绞刑，州长及时為两人求情。实际上，迅速的赦免暗示了州长很清楚福特兄弟不是去抓而是去刺杀杰西·詹姆斯的。（福特兄弟和其他认识詹姆斯的人一样，从不相信自己能活捉这样一个危险人物。）而州长涉嫌策划杀害一个普通市民这样的行为也让公众感到震惊。杰西死后人们也不断创作描绘关于他的传奇。福特兄弟得到了一部分报酬（一些流入案件执行官的手中）然后逃离密苏里，现在的密苏里因为他们众说风云。佐瑞妲，杰西的母亲，在验尸官验尸时，万分悲痛痛斥迪克·李迪和当局合作。查理·福特在1884年5月自杀。鲍比·福特于1892年6月8日在科罗拉多州可锐德的泰德酒店被人枪杀射穿喉咙。杀人犯爱德华·凯培哈得·欧·凯力被判监禁22年，考虑到身体状况减刑。欧·凯力于1902年10月3日被释放。
杰西的墓志铭是由母亲所写：纪念我至爱之子，被一個叛徒和懦夫所害。他的名字没有资格出現在這裡。

## 家庭
杰西与表姐佐瑞妲·阿佐·蜜蜜斯结婚（阿佐，以杰西的母亲为名，1845年6月21日－1900年11月13日）。他们共育有四个子女：玛丽·苏珊·詹姆斯，库德·詹姆斯，蒙特甘梅利·詹姆斯和杰西·爱德华·詹姆斯。

## 幸存谣言
关于杰西·詹姆斯还存活的谣言之风越刮越厉害。有人说福特没有杀死詹姆斯，有人说这是一场为了躲避法律制裁精心策划的阴谋，有人说他后来到1884年都居住在俄克拉荷马州的加斯里，还有个叫J·弗兰克·戴顿的人被认为是杰西·詹姆斯，死于1951年得克萨斯州的格兰贝瑞，享年103岁。还有的人说其实当时中弹的是个叫查理斯·布格罗德的人，那时和詹姆斯的妻子同居。一般而言这些传言都欠说服力。不管当时还是后来杰西深爱的妻子，阿佐是伴随贫穷孤独去世的。根据安妮·C·斯通博士，马克·斯托尼克博士和詹姆斯·E·斯达瑞法律硕士的一份报告：《疑似杰西詹姆斯遗骸的线粒体DNA分析》，在1995年被认为是杰西·詹姆斯的尸体被挖掘出来可似乎不是杰西·詹姆斯的。2000年某法庭下令准许挖掘法检戴顿的尸体，结果却掘错坟墓挖了另一具尸体。

## 精神遗产
杰西有生之年里，前南派大大赞赏他，而他曾写给新闻媒体的信件中向南派直接示好。事实上，有些历史学家相信他对促进南派的崛起以及南派对密苏里政治的主导起到了作用（比如，1880年---1889年期间，该州的两个参议院都跟南派有关）。他在重建后又开始犯罪，但是没有政治色彩，也不关乎密苏里群众内部在内战上的分歧，于是令他得以成为美国人心目中的津津乐道的侠盗。杰西死后，其帮伙频繁出现在廉价小说里，成为前工业时期的反抗形象。在民粹主义和激进时代里，他被喻为美国罗宾汉，为保护低层农民抵抗企业大公司（却是杰西生前从未扮演过的身份），这个形象至今仍出现在电影，歌曲和民间传说里。尽管在美国历史的文化运动中一直是反叛象征，杰西仍被敬为新南方运动的英雄。他的一生见证战争是如何分裂从美国上层至几代草根人民，杰西在基层中至今有极大的影响力。
爱尔兰裔美国人路彻斯家庭成员杰米·布克（Jimmy Burke）以詹氏兄弟命名两个儿子分别为弗兰克·詹姆斯·布克和杰西·詹姆斯·布克。

## 紀念

### 博物馆
杰西·詹姆斯的博物馆遍布在中西部许多他抢劫过的地方。
- 密苏里科尼尔詹姆斯农场：密苏里科尼尔的詹家农场曾归私人拥有，1974年被科雷郡购买改建成博物馆。 （页面存档备份，存于）
- 杰西·詹姆斯家庭博物馆：1939年为了吸引更多游客南圣约翰杰西·詹姆斯被杀害的家迁移到圣约翰东部。1977年又迁移到现在的所在地靠近曾是博尼快递总办事处的派蒂屋旅馆。作为现有地址博物馆离原先地址有两个路口现在由博尼快递历史盟会掌管经营。
- 诺斯菲尔德国家第一银行：在诺斯菲尔德州明尼苏达的诺斯菲尔德历史协会保留了当年供给国家第一银行的大楼当年1876年发生灾难性抢劫的那一幕。 （页面存档备份，存于）
- 他的祖辈居住的北凯瑞阿瑟得，那里有个小博物馆和神父教区，卡农·威廉姆·弗里斯说每年4月3日都有人聚集为他歌唱首庄严的安魂曲以此祭奠他的灵魂。详见菲坦·欧·图尔斯的《杰西·詹姆斯的弥撒》。

### 流行文化中的杰西·詹姆斯

#### 音乐和文学
杰西·詹姆斯多年来是很多歌曲，书籍，文章和电影热衷的题材（见音乐中的杰西·詹姆斯）。杰西也是很多西部小说裏的传奇人物，有些是感人的小短篇，有些他还在世的时候就发行了。

#### 影视中的杰西·詹姆斯
- 《骷髅旗时代的杰西·詹姆斯》（Jesse James Under the Black Flag），1921年，由小杰西·詹姆斯（Jesse James,Jr）饰演
- 《荡寇志》（en:Jesse James）, 1939年，由泰龙·鲍华（en:Tyrone Power）饰演
- 《杰西·詹姆斯传奇》（en:True Story of Jesse James），1957年，由罗伯特·瓦格纳饰演
- 《当杰西·詹姆斯遇到科学怪人之女》（en:Jesse James Meets Frankenstein's Daughter），1966年，由约翰·鲁普（en:John Lupton）饰演
- 《血洒北城》（en:The Great Northfield, Minnesota Raid），1972年，由罗伯特·杜瓦尔饰演
- 《长骑者》（en:The Long Riders）, 1980年由，詹姆斯·基彻（en:James Keach）饰演
- 《弗兰德和杰西最后的日子》（en:The Last Days of Frank and Jesse James），1986年，由克里斯·克里斯托佛森飾演
- 《弗兰克与杰西》（en:Frank and Jesse），1994年，由罗伯·洛饰演
- 《炼狱之城 (电影)》（en:purgatory （film）)，1999年，由J·D·萨瑟（en:J.D. Souther）饰演
- 《美国逃犯》（en:American Outlaws），2001年，由柯林·法瑞尔饰演
- 《刺殺傑西》, 2007年的美國電影，由布拉德·皮特饰演。
- 《阴阳魔界》的其中一集〈和瑞斯·MC·格鲁的对决〉（Showdown with Rance McGrew），格鲁是个一个无能的演员在剧中扮演西部一位传奇色彩的元帅突然发现自己倒退进真实的老西部时代，并且和杰西·詹姆斯对决，自称“货真价实的杰西詹姆斯，不是那个扮演我没出息的小混混”。
- 《脱线家族》（en:The Brady Bunch）其中情节，鲍比把杰西·詹姆斯视为偶像这让父母和老师感到担心。父亲教导他“真实”的杰西·詹姆斯后，这一事件就此告一段落。
- 《超越信仰：事實還是虛構?（英语：Beyond Belief: Fact or Fiction?）》其中情节，一个晚上弗兰克和杰西·詹姆斯正面临暴风雨的袭击，后被位好心的老妇人收留，给他们喝汤并留宿了他们，她说明天要是付不出房租就会被赶出去。第二天早上弗兰克和杰西留下了900美元帮忙垫老妇人房租，还有张条子写着这些现金归她所有。接着他们抢劫银行经理的钱财，经理威胁他们这是要付出生命代价，他们回答道：“我们早付出过了，去告诉你的朋友们，你刚刚被弗兰克和杰西·詹姆斯抢劫了。”
- 《超人新冒险（英语：Lois and Clark）》中，超人克拉克·肯特遇见了杰西·詹姆斯。
- 《草原小屋》第四季的一集《后来》（List of Little House on the Prairie—Season 4 (1977-1978）titled The Aftermath)，杰西和弗兰克因为抢劫未遂躲进沃纳特树林，赏金猎人的到来使得镇上陷入危机，他们的领导不愿意把詹氏兄弟交给下令立即处死他们的团体。詹氏兄弟挟持玛丽英格斯为人质事态更加严重。（这一集也暗示和历史相反的是，鲍比福特是个守法的公民，因为堪萨斯劳伦斯城大屠杀中被詹氏兄弟杀害的哥哥所以心怀报仇之意。
- 《神奇寶貝》動畫中，配角火箭隊三人組的英文譯名就是以此命名的。
- 《少骑手》（en:The Young Riders）（1989-1992），杰西·詹姆斯以博尼快递员身份出现在最后一季（91集—92集），在里面还未成为强盗。
- 《怪物车库》（en:Monster Garage）中，杰西·G·詹姆斯是杰西的一个远方亲戚。
- PBS电视台在2006年录制的《PBS美国印象·一个国家的记忆》（en:American Experience series）制作了一集献给詹姆斯。
- 《辛普森一家》系列其中一集《树屋惊魂》（Treehouse of Horror XIII），杰西·詹姆斯出现在斯宾菲尔德某个坟场。
- 《追追追》片头曲中提及杰西·詹姆斯：“你听说了杰西·詹姆斯的传奇吧......”
- 《绝命毒师第五季第3集》片中分钱的时候麦克对怀特说：“即使你杀了杰西·詹姆斯，你也不能成为杰西·詹姆斯”

#### 其他
- 纸牌游戏“开始啦！”主角杰西·琼斯以杰西·詹姆斯命名。

## 延伸閱讀
- 艾瑞克·霍布斯邦（Hobsbawm, Eric J）:《盜匪》（Bandits），万神书系出版，1981
- 约翰·库伯拉斯（Koblas, John J）：《从虔诚坠向死亡》（Faithful Unto Death），诺斯菲尔德历史社会出版社，2001
- 向上，朱迪斯（Judith）：《爱德华·欧·凯力：谋杀杀害杰西·詹姆斯凶手的凶手》（Ed O'Kelley:The Man Who Murdered Jesse James' Murderer），斯特沃印刷出版公司, 1994.
- 威廉姆·A·斯特尔（Settle, William A., Jr）:《杰西·詹姆斯》（Jesse James Was His Name）
- 威廉姆·A·斯特尔（Settle, William A., Jr）:《虚幻与现实：密苏里万恶的詹姆斯兄弟生平》（Fact and Fiction Concerning the Careers of the Notorious James Brothers of Missouri）,1977
- 理查德·斯洛特金（Slotkin, Richard）:《枪手民族：美国二十世纪边疆神话》（Gunfighter Nation: The Myth of the Frontier in Twentieth-Century Americ），智慧女神出版社, 1985
- T·J·斯泰乐（Stiles, T.J）:《杰西·詹姆斯----内战最后的反抗》（Jesse James:Last Rebel of the Civil War），阿弗莱德·A·诺普福出版社, 2002
- 安妮·C·斯通，马克·斯托尼克·M（Stone, A.C., Starrs, J.E., Stoneking, M）：《疑似杰西·詹姆斯遗骸的线粒体DNA分析》（Mitochondrial DNA analysis of the presumptive remains of Jesse James），《科学的辩论》（第46期）, 2001
- 大卫·瑟伦（Thelen, David）：《反抗之路：工业化中密苏里的传统与尊严》（Paths of Resistance:Tradition and Dignity in Industrializing Missouri），牛津大学出版社, 1986
- 理查·怀特（White, Richard）：《缘中的法外之徒：美国反社会匪徒》（Outlaw Gangs of the Middle Border: American Social Bandits），《西部历史季刊》（第12期第4篇）,1981年10月
- 戴尔·罗伯特（Dyer, Robert）：《内战和杰西·詹姆斯存在的密苏里》（Jesse James and the Civil War in Missouri），密苏里大学出版社, 1994
- 泰德·P·耶特曼（Yeatman, Ted P）:《詹姆斯兄弟----传奇背后》（Frank and Jesse James:The Story Behind the Legend），哥伦比亚出版社, 2001